# GORILLAS.BAS
GORILLAS.BAS, también conocido popularmente como Gorillas, es un videojuego desarrollado y distribuido por Microsoft para las plataformas MS-DOS, Windows 3.1, Windows 95/98 y Windows NT. Escrito en QBasic, es uno de muchos incluidos como demostración para un lenguaje de programación. Otros ejemplos son Nibbles, Money (un programa de cálculo financiero simple), y REMLINE (un programa que elimina líneas de los viejos programas de BASIC).

## El Juego
Las características del juego son muy similares a Scorched Earth, pero más simple. El jugador toma el rol de uno de los dos gorilas parados en los rascacielos en un escenario generado al azar. Los jugadores por turno tienen que teclear el ángulo y velocidad en el cual lanzan plátanos explosivos, el primero que dé en el blanco del contrincante gana la partida y el juego termina cuando se acaban los turnos especificados al inicio del juego. Los plátanos, al fallar en el blanco, destruyen partes de un edificio. A veces es necesario taladrar los edificios para crear un atajo. El juego también incluye el factor viento, cuyo rango es 100 al poniente u oriente para cada escenario. Esto puede ser usado como ventaja para rodear el edificio, que no puede ser sobrepasado por una trayectoria parabólica. 
El juego también incluye la opción de ajustar arbitrariamente un valor para la aceleración de gravedad. Si el valor es negativo los plátanos salen disparados hacia arriba. En el cielo hay un sol sonriente, que puede ser golpeado dejándole una cara con hematomas.
Para comenzar el juego hay que teclear:
qbasic.exe /run gorilla.bas

## Relanzamiento
Gorilla, como Nibbles ha experimentado un revivir a principios del siglo XXI, en los teléfonos móviles o celulares hay variantes del juego. No es tan común como Snakes.
Algunos juegos más recientes hacen uso de elementos más avanzados usados en Gorilla. Algunos juegos son Worm Series, Base Conflict y Tanks. Gorilla ha sido reescrito para el GP2X.

## Versión Flash
Desde hace poco tiempo se puede jugar a la versión Flash de Gorilla.bas.
Es igual a la original, así que puedes jugar a este clásico sin necesidad de instalar un emulador de MS-DOS o semejante.

## Versión Net
Actualmente el código fuente de Gorillas fue adaptado para trabajar con el Visual Basic Net. En este proyecto se reutiliza gran parte del código original y se mantiene la modalidad monotarea del mismo, como homenaje a la versión original en Qbasic. Los gráficos son pintados netamente con el GDI+ y los sonidos son reproducidos con el reproductor del Net Framework por lo que no requiere de librerías adicionales para funcionar, de esta forma el juego regresa nuevamente a su lenguaje natal.
El programa compilado, así como el código en VB.NET puede ser descargado libremente en el sitio web del desarrollador.